# Avram Filipaș
Avram Filipaș (n. 8 februarie 1940 - d. 10 octombrie 2006 București) a fost un senator român în legislatura 2000-2004 ales în municipiul București pe listele partidului PSD dar din mai 2001 a devenit senator independent. În cadrula ctivității sale parlamentare, Avram Filipaș a fost membru în grupurile parlamentare de prietenie cu Ucraina și Republica Portugheză. Avram Filipaș a fost profesor universitar și autor de cursuri și manuale de drept penal, în cadrul Universității București, rector al Universității Titu Maiorescu. Între 2005-2006 a fost membru în Consiliul Superior al Magistraturii.